# Condado de Villamor
El condado de Villamor es un título nobiliario español otorgado el 16 de febrero de 1599 por el rey Felipe III a García López de Alvarado y Velasco, capitán general del Perú y caballero de la Orden de Santiago, hijo del conquistador Alonso de Alvarado. El primer conde fue criollo. Luego la familia se estableció en España, llegó a poseer el señorío de Talamanca de Jarama y residió en Madrid.

## Condes de Villamor
|                         | Titular                                                          | Periodo                 |
| Creación por Felipe III | Creación por Felipe III                                          | Creación por Felipe III |
| ----------------------- | ---------------------------------------------------------------- | ----------------------- |
| I                       | García López de Alvarado y Velasco                               | 1599-1604               |
| II                      | Alonso de Alvarado y Velasco                                     | 1604-1632               |
| III                     | Gaspar Antonio de Alvarado y Velasco                             | 1632-?                  |
| IV                      | María de (Alvarado) Velasco y Avendaño                           | ¿-?                     |
| V                       | Ana María de Mendoza y Alvarado                                  | ¿?-1642                 |
| VI                      | Juan Domingo Ramírez de Arellano y Mendoza Alvarado              | 1642-1668               |
| VII                     | María Antonia de Valvanera Ramírez de Arellano Mendoza y Guevara | 1668-1675               |
| VIII                    | Íñigo de la Cruz Manrique de Lara y Ramírez de Arellano          | 1675-1733               |
| IX                      | Sancho José Fernández de Miranda Ponce de León y Guevara         | ?- 1757                 |
| X                       | Judas Tadeo Fernández de Miranda y Villacís                      | ?-1810                  |
| XI                      | Lucía Luisa de Rojas y Fernández de Miranda                      | 1810-1834               |
| XII                     | Juan Bautista de Queralt y Bucarelli                             | 1834-1873               |
| XIII                    | Hipólito de Queralt y Bernaldo de Quirós                         | 1875-1877               |
| XIV                     | Enrique de Queralt y Fernández-Maquieira                         | 1877-1933               |
| XV                      | Enrique de Queralt y Gil Delgado                                 | 1933/1953-1992          |
| XVI                     | Enrique de Queralt y Chávarri                                    | 1993-actual titular     |

## Historia de los condes de Villamor
- García López de Alvarado y Velasco (m. 1604) I conde de Villamor,[3] señor de Talamanca, caballero de la Orden de Santiago y capitán general del Perú. Era hijo de Alonso de Alvarado Montaya González de Ceballos y Miranda (m. Lima, 1556), señor de Villamor y Talamanca, caballero de la Orden de Santiago, conquistador, capitán general y mariscal de Perú, corregidor de Cuzco, La Paz, gobernador y capitán general de Charcas,[3] y de Ana de Velasco y Avendaño, hija de Martín de Avendaño y Gamboa, y de Isabel de Velasco.[4]

Casó con su parienta, Mariana de Velasco, dama de la reina Ana de Austria, hija de Juan de Velasco (m. 1577), señor de Castrillo de Tejeriego, Salazar y otros lugares, mayordomo del príncipe Carlos y de las reinas Isabel de Valois y Ana de Austria, y de Beatriz de Velasco y Mendoza. Sucedió su hijo:
- Alonso de Alvarado y Velasco (m. 1632), II conde de Villamor,[3] señor de Talamanca y Canillejas, gentilhombre de cámara del infante cardenal.[3]

Casó en primeras nupcias con Juana de la Cerda y Villena y, en segundas nupcias, con Juana Pacheco de Toledo. Sin descendencia, sucedió su hermano:
- Gaspar Antonio de Alvarado y Velasco, III conde de Villamor,[3] señor de Talamanca y Canillejas.

Casó, siendo su primer esposo, con María Teresa de Borja y Henin.  Sin descendencia, sucedió su hermana.
- María de (Alvarado) Velasco y Avendaño, IV condesa de Villamor.[3]

Casó en primeras nupcias con Juan de Mendoza y Velasco, I marqués de la Hinojosa (otorgado por Felipe IIII en 1612), señor y I marqués de San Germán, caballero de Santiago, virrey de Navarra, etc. Contrajo un segundo matrimonio, siendo su primera esposa, con Rodrigo Pimentel y Ponce de León (m. 22 de enero de 1679), VII marqués de Viana del Bollo. Sucedió su hija del primer matrimonio:
- Ana María de Mendoza y Alvarado (m. 11 de enero de 1642), V condesa de Villamor,[8] II marquesa de la Hinojosa, señora de San Leonardo, Canillejas y Mayalde.[8]

Casó con Juan Ramírez de Arellano y Manrique de Lara (m. 1643), VIII conde de Aguilar de Inestrillas, grande de España. Sucedió su hijo:
- Juan Domingo Ramírez de Arellano y Mendoza Alvarado (30 de marzo de 1635-14 de febrero de 1668), VI conde de Villamor,[10] IX conde de Aguilar de Inestrillas, grande de España,[9] III marqués de la Hinojosa, XII señor de los Cameros, capitán general de caballería en el ejército de Galicia.[10]

Casó en primeras nupcias, en 26 de diciembre de 1650, con María Vélez de Guevara, y en segundas nupcias con María Agustina Sarmiento de Sotomayor. Sucedió su hija del primer matrimonio:
- María Antonia de Valvanera Ramírez de Arellano Mendoza y Guevara (m. 4 de diciembre de 1675), VII condesa de Villamor,[10] X condesa de Aguilar de Inestrillas, grande de España[11] y IV marquesa de la Hinojosa.[10]

Casó, en 13 de abril de 1670, con Rodrigo Manuel Manrique de Lara, II conde de Frigiliana (m. 1717). Sucedió su hijo:
- Íñigo de la Cruz Manrique de Lara y Ramírez de Arellano (Madrid, 3 de mayo de 1673-Santa Fe, 19 de febrero de 1733), VIII conde de Villamor,[10] XI conde de Aguilar de Inestrillas, grande de España,[12] III conde de Frigiliana,[10] V marqués de la Hinojosa, XIV señor de los Cameros[10] militar y escritor.[13]

Casó, el 11 de noviembre de 1689, en Madrid, con Rosalea Pignatelli de Aragón y Pimentel, padres de una hija que falleció antes que sus padres. Sucedió:
- Sancho José Fernández de Miranda Ponce de León y Guevara (Oviedo, 27 de noviembre de 1704-12 de noviembre de 1757), IX conde de Villamor,[3] IV marqués de Valdecarzana, VII conde de Escalante, XIV conde de Tahalú, XIII marqués de Rucandio, grande de España, marqués de Bonanaro, conde de Torralba (de Aragón) en Cerdeña, gentilhombre de cámara con ejercicio.[3]

Casó, en Madrid, el 21 de enero de 1728, con Ana Catalina de Villacís y la Cueva Manrique de Lara, VII condesa de las Amayuelas, grande de España, VII condesa de Peñaflor de Argamasilla, VIII marquesa de Taracena y VIII vizcondesa de Centenera. Sucedió su hijo:
- Judas Tadeo Fernández de Miranda y Villacís (Madrid, 18 de agosto de 1739-Salamanca, 27 de septiembre de 1810),[17] X conde de Villamor,[18] VIII conde de las Amayuelas,[19] IX marqués de Taracena, IX vizconde de Centenera, XV marquesado de Cañete,[20] V marqués de Valdecarzana, XV conde de Tahalú, VIII conde de Escalante, XIV marqués de Rucandio, tres veces grande de España, marqués de Bonanaro y conde de Torralba de Aragón en Cerdeña, conde de Centura en Sicilia[18] caballero de la Orden del Toisón de Oro, gran cruz de la Orden de Carlos III, maestrante de Valencia y sumiller de corps y gentilhombre de cámara del rey Carlos IV.[17]

Casó en primeras nupcias, el 11 de noviembre de 1757, con Isabel Felipa Regio, princesa de Campofiorito, y en segundas nupcias, el 18 de mayo de 1808,con Luisa Escrivá de Romaní. Sin descendencia, sucedió su sobrina, hija de su hermana María Antonia, casada con José Antonio de Rojas Toledo y Vargas, VII conde de Mora, grande de España.
- Lucía Luisa de Rojas y Fernández de Miranda (Madrid, 6 de julio de 1756-19 de julio de 1834), XI condesa de Villamor,[18] IX condesa de las Amayuelas,[21] VI vizcondesa de Linares, X marquesa de Taracena, XVI marquesa de Cañete,[20] VI marquesa de Valdecarzana, XVI condesa de Tahalú, IX condesa de Escalante, VIII condesa de Mora,[21] VII marquesa de la Torre de Esteban Hambrán, IX condesa de Valverde y IX marquesa de Santacara,[18] tres veces grande de España.

Casó con Ignacio Jaime de Margens de Nin y Sotomayor Masones y Lima (1772-1798), VI duque de Sotomayor, grande de España, VIII conde de Crecente, III conde del Castillo y VI marqués de Tenorio. Sin descendencia, sucedió su sobrino:
- Juan Bautista de Queralt y Bucarelli (Sevilla, 8 de octubre de 1814-Biarritz, 17 de abril de 1873),[23] XII conde de Villamor,[24] IX conde de Santa Coloma,[25] VII marqués de Besora, XVII conde de Cifuentes, VII marqués de Alconchel, XI marqués de Gramosa,[26] XV marqués de Lanzarote, IX conde de la Cueva, VII marqués de Albolote, VIII marqués de Albaserrada, IX conde de la Rivera, VI marqués de Vallehermoso,[27] VIII conde de Gerena, X conde de las Amayuelas,[21] XVII marqués de Cañete,[20] XI marqués de Taracena, VII marqués de Valdecarzana, XVII conde de Tahalú, conde de Escalante, I conde de la Real Tenacidad y senador del reino,[24] siete veces grande de España.[23] Era hijo de Juan Bautista de Queralt y Silva, VIII conde de Santa Coloma, y de María del Pilar de Bucarelli y Silva, Bucarelli y Fernández de Miranda, VII condesa de Gerena, V marquesa de Vallehermoso, VIII condesa de Fuenclara, duquesa de Arenberg y dama  de la Orden de las Damas Nobles de la Reina María Luisa.[18]

Casó, en Madrid, el 30 de enero de 1836, con María Dominga Bernaldo de Quirós y Colón de Larreátegui, hija de Antonio María Bernaldo de Quirós y Rodríguez de los Ríos, VI marqués de Monreal, grande de España, marqués de Santiago, marqués de la Cimada, y de Hipólita Colón de Larreátegui y Remírez de Boquedano. Sucedió su hijo:
- Hipólito de Queralt y Bernaldo de Quirós (Sevilla, 22 de enero de 1841-Madrid, 12 de junio de 1877),[29] XIII conde de Villamor,[30][24] X conde de Santa Coloma,[25] VIII marqués de Besora, VIII marqués de Alconchel, XII marqués de Gramosa,[26] XVI marqués de Lanzarote, X conde de la Cueva, IX marqués de Albaserrada, X conde de la Rivera, VII marqués de Vallehermoso,[27] IX conde de Gerena, XVIII marqués de Cañete,[20] VIII marqués de Valdecarzana, XVIII conde de Tahalú, XI conde de Escalante, XI conde de las Amayuelas,[21] caballero de la Orden de Santiago, maestrante de Sevilla, gentilhombre de cámara con ejercicio y servidumbre y senador por derecho propio[24] y cinco veces grande de España.[31]

Casó, en Madrid, el 12 de octubre de 1866, con Elvira Fernández-Maquieira y Oyanguren, hija de Remigio Fernández Maquieira y Frexia María de la O de Oyanguren y Squella. Sucedió su hijo:
- Enrique de Queralt y Fernández-Maquieira (Madrid, 13 de julio de 1867-Madrid, 13 de enero de 1933), XIV conde de Villamor,[24] XI conde de Santa Coloma,[25] IX marqués de Alconchel, XIII marqués de Gramosa,[26] XVII marqués de Lanzarote, XI conde de la Cueva XI conde de la Rivera, VIII marqués de Vallehermoso,[27] X conde de Gerena, XIX marqués de Cañete,[20] IX marqués de Valdecarzana, XIX conde de Tahalú XII conde de Escalante, XII conde de las Amayuelas,[21] caballero de la Orden de Santiago, maestrante de Sevilla, gran cruz de la Orden de Carlos III, senador por derecho propio y gentilhombre de cámara y servidumbre[24] y cinco veces grande de España.[32]

Casó, en Zarauz, el 4 de noviembre de 1909, con  Brígida Gil-Delgado y Olazábal, dama de la reina,  grande de España ad personam, hija de Juan Gil Delgado y Tacón y de Brígida de Olazábal y González de Castejón. Sucedió su hijo:
- Enrique de Queralt y Gil-Delgado (Madrid, 2 de octubre de 1910-Sevilla, 11 de abril de 1992[34], XV conde de Villamor,[24] XIV marqués de Gramosa,[26] XII conde de Santa Coloma,[25] IX marqués de Vallehermoso,[27] XX marqués de Cañete,[20] XIII conde de las Amayuelas,[21] X marqués de Alconchel, XVIII marqués de Lanzarote, XII conde de la Cueva, XII conde de la Rivera, XI conde de Gerena, XX conde de Tahalú y XIII conde de Escalante[24] y cinco veces grande de España.[34]

Casó en Artaza (Guecho Lejona), el 20 de octubre de 1933, con María Victoria Chávarri y Poveda, hija de Víctor Chávarri y Salazar, I marqués de Triano y senador del reino, y de Josefa Poveda y Echagüe. Sucedió su hijo:
- Enrique de Queralt y Chávarri (n. Madrid, 8 de marzo de 1835), XVI conde de Villamor,[24] XV marqués de Gramosa,[26] XIII conde de Santa Coloma,[25] XIV conde de las Amayuelas,[21] X marqués de Vallehermoso,[27] XXI conde de Tahalú, XXI marqués de Cañete,[20] XIV conde de Escalante, XI marqués de Alconchel, maestrante de Sevilla, coronel de infantería, cruz al mérito militar, cruz y placa de la real Orden de San Hermenegildo[24] y cinco veces grande de España.[35]

Caso, en Madrid, el 23 de octubre de 1970, con Ana Rosa de Aragón y Pineda, hija de Bartolomé Aragón Gómez y de María del Pilar Pineda y Cabanellas, VII marquesa de Campo Santo.